# EG&G
EG&G (anteriormente conocida como Edgerton, Germeshausen, and Grier, Inc) fue un contratista de defensa de Estados Unidos que comercializaba materiales y servicios técnicos para una amplia variedad de instalaciones militares. La empresa trabajó para el Gobierno de Estados Unidos durante la Segunda Guerra Mundial, y llevó a cabo actividades de investigación y desarrollo de armamento después de la guerra. Su estrecha colaboración con alguna de las tecnologías más sensibles del gobierno americano han conducido a esta empresa a ser una de las presuntas involucradas en las teorías de conspiración de los Proyectos negros del Departamento de Defensa de los Estados Unidos. Se la relaciona también por sus capacidades en el ámbito tecnológico-nuclear.

## Historia
En 1931, el profesor Harold Edgerton del Instituto Tecnológico de Massachusetts (un pionero de la fotografía de alta velocidad) fundó una pequeña empresa con su estudiante Kenneth Germeshausen. Más tarde se unió el compañero de promoción Herbert Grier. Más tarde se unió Bernard ("Barney") O'Keefe. La fotografía de alta velocidad del grupo fue utilizada en las pruebas de la implosión de la imagen durante el Proyecto Manhattan. Después de la guerra el grupo continuó su asociación con el floreciente esfuerzo nuclear militar, y formó la empresa como Edgerton, Germeshausen, y Grier, Inc. en 1947.

## Años 1950 y 1960
Durante los años 50 y 60, EG&G estuvo implicada como principal contratista en pruebas nucleares para la Comisión de Energía Atómica. EG&G hizo un amplio uso del Campo de Pruebas de Nevada para el desarrollo de armas y pruebas de alta tecnología militar en la Base Aérea de Nellis. EG&G ha compartido operaciones en el Campo de Pruebas de Nevada con los Laboratorios Livermore, Raytheon, la Reynolds Electrical and Engineering (REECO) y otras. Seguidamente, EG&G amplió su gama de servicios, ofreciendo gestión de servicios técnicos, seguridad, y formación a pilotos para los militares de Estados Unidos y otros departamentos del gobierno.
EG&G construye una variedad de productos de detección y de proyección de imágenes, incluyendo equipos de visión nocturna, sensores usados para detectar material nuclear y agentes de armas químicos y biológicos y una variedad de detectores acústicos. La compañía también suministra microondas y componentes electrónicos al gobierno, sistemas de seguridad, y sistemas para la guerra electrónica y contramedidas de minas.

## Años 1970 y 1980
Durante los años 70 y 80 la compañía, entonces dirigida por Barney O'Keefe, se diversificó mediante la adquisición en los campos de la fabricación de papel, instrumentación científica, marina, ambiental y geofísica, prueba automotora, ventiladores, dispositivos del control de frecuencia y otros componentes.  En los últimos años 80 y primeros años 90, la mayor parte de estas divisiones fueron vendidas y el lado no gubernamental de la compañía compró Perkin-Elmer en 1999.
En agosto de 2002 la división de defensa y la del sector de servicios de la compañía fueron adquiridos por la empresa de defensa gigante URS Corporation. La división EG&G de URS estableció su sede en Gaithersburg (Maryland) y emplea alrededor de 11.000 personas. Durante su apogeo en los años 80, la EG&G tenía cerca de 35.000 empleados.

## De 1999 hasta el Presente
Desde 1999 hasta al menos el 2001 es de propiedad integral de la Carlyle Group, http://www.urscorp.com/Press_Releases/pressRelsTradeDet.php?listYear=2001&recordID=258,Archivado+el+8+de+septiembre+de+2008+en+Wayback+Machine.
EG&G Special Projects estuvo a cargo de varios contratos, uno de los cuales está relacionado con la Terminal de los aviones Janet en el Aeropuerto Internacional de McCarran en Las Vegas (Nevada), un servicio utilizado para transportar a empleados a remotas localizaciones del gobierno en Nevada y en California. EG&G tiene una empresa conjunta con Raytheon Technical Services, creando en el 2000 la compañía JT3 LLC, que opera el Joint Range Technical Services o el Contrato Conjunto de Servicios Técnicos.

## Clientes de EG&G
- NASA
- Departamento de Energía de los Estados Unidos
- Departamento de Defensa de los Estados Unidos
- Departamento del Tesoro de los Estados Unidos
- Departamento de Transporte de los Estados Unidos
- Agencia Logística de Defensa
- Administración oceánica y atmosférica nacional
- Departamento de Seguridad Nacional de los Estados Unidos
- Guardacostas de los Estados Unidos

## Servicios Lear Siegler, Inc.
El EG&G Servicios Técnicos, Inc. y Servicios Lear Siegler, Inc. está consolidado en convertirse en uno de los contratistas del gobierno federal de los Estados Unidos que proporcionan operaciones y mantenimiento, ingeniería de sistemas y asistencia técnica, gerencia de programas y sobre todo seguridad a los departamentos de defensa y de la patria.